# Negayan tucuman
Negayan tucuman är en spindelart som beskrevs av Lopardo 2005. Negayan tucuman ingår i släktet Negayan och familjen spökspindlar. Inga underarter finns listade i Catalogue of Life.